# Claspettomyia hamata
Claspettomyia hamata är en tvåvingeart som först beskrevs av Ephraim Porter Felt 1907.  Claspettomyia hamata ingår i släktet Claspettomyia och familjen gallmyggor. Inga underarter finns listade i Catalogue of Life.